# Gåsnäs
Gåsnäs är en ort i Resele socken, Sollefteå kommun, Västernorrlands län. Orten klassades som en småort fram till och med år 2005.